# Ramfis Trujillo
Rafael Leónidas Trujillo Martínez (Santo Domingo,  5 de junio de 1929 – Madrid, 28 de diciembre de 1969), más conocido como Ramfis Trujillo o Trujillo Jr., fue el hijo del dictador Rafael Leónidas Trujillo y María Martínez Alba. Luego del tiranicidio de su padre inmediatamente asumió el control de la República Dominicana. Recordado por su implacabilidad y crueldad, se exilió en España, donde murió después de estrellarse en su automóvil deportivo.

## Biografía

### Infancia
Ramfis Trujillo era hijo de María de los Ángeles Martínez Alba, conocida como ‘La Españolita’, hija de los inmigrantes españoles Francisco Martínez y Sebastiana Alba; fue reconocido por Rafael Leónidas Trujillo como su hijo cuando ya este estaba casado con Bienvenida Ricardo Martínez, cuyo padre, Buenaventura Ricardo Heureaux, era primo del expresidente Ulises Heureaux y tío del futuro presidente Joaquín Balaguer Ricardo.
No obstante, algunos historiadores atribuyen la paternidad de Ramfis al cubano Rafael Dominici, quien supuestamente no quiso reconocer al niño como suyo y  posteriormente desapareció en circunstancias misteriosas. Jesús Galíndez, en su libro ‘La Era de Trujillo’ afirma lo siguiente: 

«"Ramfis", Rafael L. Trujillo Martínez, Hijo, hijo mayor de Trujillo, nació en 1929, cuando su madre estaba casada con un cubano, que no lo reconoció como suyo. Posteriormente, Trujillo lo reconoció como su hijo legítimo. Siendo hijo ilegítimo, fruto de una relación adúltera, y estando ya casado su padre con otra mujer, (...) En 1935 Trujillo se casó con la madre de ‘Ramfis’, María Martínez Alba, y el niño fue de este modo legitimado.»

A la edad de 5 años su padre le nombró coronel, con el salario y privilegios correspondientes al cargo, y lo ascendió a general de brigada a la edad de nueve.[cita requerida]

### La bohemia y la vida militar
Ramfis creció a la sombra del poder, aunque al llegar a la edad adulta mostraba poco interés por los asuntos de Estado y la política. Sin embargo, creció haciendo un gran esfuerzo por complacer a su padre, quien quería que fuera militar y político a su imagen y semejanza. Su padre lo nombró con todas las distinciones militares a muy temprana edad.
Hacia 1950 se casó con su primera esposa, Octavia Ricart, con quien tuvo seis hijos.
A mediados de los años 50 su padre lo envió a estudiar en la Escuela de Estado Mayor del Ejército de los EE.UU. en Fort Leavenworth, Kansas. Pero Ramfis pisó poco las aulas prefiriendo escaparse frecuentemente a Hollywood en compañía de su amigo Porfirio Rubirosa. Allí tuvo algunos romances con estrellas del cine, siendo especialmente conocido el que le unió a Kim Novak. Durante su estancia en Hollywood Ramfis se hizo notar rápidamente por sus compras de automóviles de lujo, abrigos de visón y joyas para obsequiar a sus conquistas. Este estilo de vida llamó pronto la atención del Congreso de los Estados Unidos, que cuestionó abiertamente el verdadero destino de la ayuda exterior norteamericana a la República Dominicana. En aquellos tiempos se hizo popular en Los Ángeles una calcomanía que muchas mujeres colocaron en el parachoques de sus automóviles, en la que se leía: Este automóvil no es un regalo de Ramfis Trujillo.
Dado que su asistencia a la Escuela de Estado Mayor fue tan irregular, se le negó el diploma al acabar el curso. Este hecho enfureció y humilló considerablemente a su padre.

### Comportamiento antisocial
A su regreso a la República Dominicana, su esposa Octavia solicitó el divorcio. Su comportamiento así como sus actividades delictivas obligaron a su padre a enviarle a un sanatorio en Bélgica. Ramfis sufría al parecer de trastornos psicológicos, posiblemente como resultado de la presión a la que su padre le sometía constantemente con el propósito de prepararlo para que fuera su heredero y tomara el mando del país.
El historiador dominicano Bernardo Vega ha documentado la historia de la estancia de Ramfis en el sanatorio. También, Robert Crassweller escribió sobre ese episodio en su biografía de Trujillo. Ramfis recibió en Bélgica tratamientos de electroshock en 1958, y pasó por otras instituciones psiquiátricas en tiempos posteriores.
En esta época Ramfis se trasladó a París para retomar su estilo de vida entre la alta sociedad. La mayoría de los historiadores está convencida de que Ramfis nunca ambicionó ser un gobernante como su padre, y que ‘simplemente’ quería vivir su vida libertina, libre de preocupaciones y evitando cualquier tipo de responsabilidad. 
Lita Milan (de soltera Iris Lia Menshell) se convirtió en aquellos años en su segunda esposa oficial. Se trataba de una estadounidense de padres inmigrantes húngaros, con una breve pero relativamente exitosa carrera cinematográfica a sus espaldas. Fue conocida sobre todo por su papel en la película El zurdo, en la que aparecía junto a Paul Newman. El cabello negro y tez oscura de Lita la llevaron a menudo a encarnar personajes de jóvenes latinas o indias. Lita y Ramfis tuvieron dos hijos.

### Ramfis y el poder
Una conspiración dirigida a acabar con el régimen dictatorial en la República Dominicana, que duraba ya 31 años, terminó el 30 de mayo de 1961 con la vida del presidente Trujillo. Tras el asesinato de su padre, Ramfis alquiló un avión con la ayuda de Johnny Abbes García, jefe del Servicio de Inteligencia Militar y regresó a Santo Domingo en las primeras horas del miércoles 31 de mayo, poniéndose de inmediato al frente de la situación y convirtiéndose en el hombre fuerte de la República.
A su regreso manifestó que su intención era retirarse de la vida militar tan pronto se normalizara la situación del país y que todo «dependería de Balaguer», ya que sus propios problemas económicos estaban resueltos y que para él era un sacrificio convertirse en la mano fuerte de la República Dominicana.
No obstante, tenía una «responsabilidad frente al presidente Balaguer y frente al país», muchas de sus posesiones estaban allá, y que siempre tendría una residencia allá, pero eso no significaba que se quedaría en la República Dominicana porque le gustaba viajar, pero se quedaría todo el tiempo que necesitara el país.
Al mismo tiempo, manifestó sus intenciones de venganza y afirmó: 

«Seré tan implacable como papi. Los quiero a todos vivos.»

Ramfis, siempre con la ayuda de Abbes, concentró desde ese momento sus esfuerzos en la persecución y muerte de todos cuantos creyó implicados de algún modo en el magnicidio, a muchos de los cuales asesinó con sus propias manos. Se vivió entonces en el país un período de terror durante el que se produjeron numerosos allanamientos, detenciones, torturas y asesinatos.
El 18 de noviembre en presencia de Ramfis Trujillo fueron fusilados en la Hacienda María Roberto Rafael Pastoriza Neret, Pedro Livio Cedeño Herrera, Luis Salvador Estrella Sadhala, Modesto Díaz Quezada, Huáscar Antonio Tejeda Pimentel y Luis Manuel Cáceres Mitchel (Tunty).
Importantes presiones, tanto internas como internacionales, le obligaron a exiliarse a finales de 1961. La familia Trujillo al completo huyó primero a la isla de Guadalupe y posteriormente a Francia, mientras el cadáver del dictador era enviado a Francia a bordo del yate Angelita (un buque escuela de cuatro palos convertido en yate privado de la familia y así bautizado en homenaje a la hermana de Ramfis) junto con una fortuna en joyas y efectivo estimada en unos 24 millones de dólares.

### Exilio
En 1962 Ramfis se estableció en España. Allí fundó algunas empresas y continuó con su extravagante estilo de vida, que incluía pasatiempos tales como volar en avión o pilotar coches deportivos, pasiones que compartía con Porfirio Rubirosa. 
Según el mercenario norteamericano Gerry Hemming, Ramfis y Johnny Abbes habrían asistido a una reunión celebrada en Haití en 1963 con el objeto de reunir fondos para financiar el asesinato del presidente de Estados Unidos, John F. Kennedy, en represalia por la supuesta participación de la CIA en el complot que acabó con la vida del presidente Trujillo.

## Fallecimiento
Ramfis Trujillo murió en España el 28 de diciembre de 1969 tras sufrir un aparatoso accidente de automóvil el 17 de ese mes en la carretera de Burgos, cerca de Alcobendas, cuando se dirigía a su casa en la exclusiva urbanización de La Moraleja. El Ferrari 330 GT azul de Ramfis colisionó frontalmente con el Jaguar conducido por Teresa Bertrán de Lis, duquesa de Alburquerque, que falleció casi instantáneamente. Ramfis fue llevado en estado muy grave a una clínica madrileña y, aunque experimentó alguna mejoría en los días siguientes, su situación se complicó con una neumonía y acabó por fallecer en la madrugada del día 28. Su final fue similar al de su cuñado Porfirio Rubirosa, fallecido cuatro años antes en París también a consecuencia de un accidente automovilístico a bordo de su Ferrari 250 GT Berlinetta.
Sus restos reposan, junto a los de su padre, en el panteón de la familia Trujillo del cementerio de El Pardo, en Madrid.
Aída Trujillo, tercera hija de Ramfis, publicó sus memorias en 2008 bajo el título A la sombra de mi abuelo. El libro recibió en 2009 el Premio Nacional de Novela Manuel de Jesús Galván, lo que provocó un considerable revuelo ya que el relato subraya apenas el lado amable y familiar del dictador, dejando de lado en buena medida los horrores de la llamada «era de Trujillo».